# 1925 год в авиации
Список событий в авиации в 1925 году.

## События
- 26 июля — первый полёт первого отечественного пассажирского самолёта К-1 конструкции К. А. Калинина
- 26 ноября — Взлетел первый в мире серийный цельнометаллический тяжёлый двухмоторный бомбардировщик-моноплан ТБ-1.

## Персоны

### Родились
- 20 мая — Туполев, Алексей Андреевич — советский авиаконструктор, академик Российской академии наук, Герой Социалистического Труда, доктор технических наук (1963), профессор (1964).
- 28 сентября — Авдеев, Иван Егорович — заслуженный лётчик-испытатель СССР (28 августа 1974), капитан (1957).
- 27 октября — Новожилов, Генрих Васильевич — советский авиаконструктор, академик АН СССР (1984), дважды Герой Социалистического Труда (1971, 1981).